# بوريتا تيرمي
بوريتا تيرمي (بالإيطالية: Porretta Terme)‏ هي بلدية في مقاطعة بولونيا في إقليم إميليا رومانيا الإيطالي.

## السكان
في سنة 1861 بلغ عدد السكان 3٬228 نسمة، وتطور العدد ليصل في سنة 2011 لـ 4٬735 نسمة.
يظهر هذا المخطط البياني تطور النمو السكاني لـ بوريتا تيرمي

## أعلام
- بييرباولو بيسولي